# Jan Almond
Jan Almond, John Almond (ur. 1577 w Allerton na przedmieściach Liverpoolu, zm. 5 grudnia 1612 w Tyburn) – święty Kościoła katolickiego, angielski męczennik, kapłan, ofiara prześladowań antykatolickich okresu reformacji.
Po pobycie w Irlandii wstąpił do Kolegium angielskiego w Reims. W czasie pobytu w Rzymie jego publiczna obrona pracy dyplomowej zjednała mu uznanie kardynała Cezarego Baroniusza, który przewodniczył obronie. Święcenia kapłańskie przyjął w 1598 roku, a w cztery lata później podjął się misji ewangelizacyjnej w ojczyźnie. Jego działalność miała tajny charakter, występował więc pod przybranymi nazwiskami jako Molineux i Lathom. Aresztowany został dwukrotnie w 1608 i 1612 roku za króla Jakuba I Stuarta pod zarzutem sprawowania posługi kapłańskiej. Ostatnie aresztowanie połączone było z przesłuchaniami prowadzonymi w więzieniu Newgate m.in. przez biskupa Londynu Johna Kinga, na którym jego zeznania miały wywrzeć duże wrażenie. Jana Almonda postawiono przed trybunałem, który skazał go na karę śmierci. Śmierć poniósł przez powieszenie i poćwiartowanie.
Jan Almond jest patronem konwertytów, rodzinnego Allerton, a także szkoły „St John Almond Catholic High School” w Liverpoolu. Jego wspomnienie obchodzone jest w dzienną rocznicę śmierci.
Beatyfikowany 25 grudnia 1929 roku przez papieża Piusa XI, a kanonizowany został w grupie Czterdziestu męczenników Anglii i Walii przez Pawła VI 25 października 1970 roku.